# Iseljavanje Hrvata
Procjena je da jednak broj Hrvata živi u iseljeništvu kao i u domovini pa je Hrvatska tipična iseljenička zemlja. Glavni potisni čimbenici suvremenog iseljavanja iz Hrvatske jesu korupcija, pravna nesigurnost i nemoral političkih elita. Uz te postoje i povijesni strukturni razlozi iseljavanja.

## Povijesni pregled
Hrvatska se i prije recentnog vala iseljavanja ubrajala među europske zemlje s najizraženijim i najdugotrajnijim iseljavanjem, uzrokovanih brojnim povijesnim, političkim i ekonomskim okolnostima. Iseljavanje je od vremena do vremena imalo takve razmjere da se u pojedinim razdobljima više od jedne trećine hrvatskoga naroda nalazilo izvan granica svoje domovine.
Prema većini procjena hrvatska dijaspora u svijetu danas obuhvaća više od dva i pol milijuna ljudi, računajući pritom izravne iseljenike i njihove potomke za koje se pretpostavlja da su zadržali osjećaj povezanosti s Hrvatskom, što je s obzirom na veličinu njezina stanovništva, iznimno velik broj. Više od milijun Hrvata i potomaka živi u SAD-u i Kanadi. Oko 400 000 Hrvata ima u Južnoj Americi, a najviše u Argentini i Čileu. Dijaspora u Australiji obuhvaća oko 250 000, a na Novom Zelandu oko 40 000 pripadnika. U zapadnoj Europi najviše je Hrvata u Njemačkoj (oko 350 000), potom u Austriji (90 000), Švicarskoj (80 000), Italiji (60 000), Francuskoj (40 000) i Švedskoj (35 000). U svim razdobljima iseljivanja većina iseljenika nastojala je očuvati veze s domovinom, a jedan se manji dio vratio u Hrvatsku. 
Prema procjenama danas u svijetu živi oko 7,6 milijuna Hrvata koji su zadržali obilježja hrvatskog identiteta i vrijednosti: 3,8 milijuna živi u Hrvatskoj, 400.000 u BiH, oko 250.000 u ostalim susjednim zemljama te oko 3,35 milijuna klasičnih iseljenika u drugim državama.
Dok su prva masovna iseljavanja bila posljedica turskih-osmanlijskih osvajanja, dotle je kasnije iseljavanje od 16. stoljeća nadalje bilo sve više uvjetovano političkim, ekonomskim i društvenim prilikama u kojima je hrvatski narod živio. Do sada napisana literatura o emigraciji Hrvata u pravilu navodi da je pravi egzodus hrvatskog naroda započeo potkraj 19. stoljeća i trajao sve do I. svjetskog rata, kada je iz hrvatskih krajeva iselilo gotovo pola milijuna Hrvata. Emigracija iz Hrvatske u europske i prekooceanske zemlje u tom razdoblju bila je vođena primarno ekonomskim motivima. Iz Hrvatske se iseljavanje nastavilo i između dva svjetska rata. Uz taj dio drugoga migracijskog vala, uz ekonomsku motiviranost, povezana je i politička motiviranost za iseljavanje, o čemu postoje brojni pisani tragovi u povijesnim, političkim i književnim tekstovima.

### "Gastarbajterska" era iseljavanja
Od 1950-ih iseljavanje se usmjerava prema europskim tržištima radne snage te klasično prekomorsko iseljavanje više ne dominira. Tada nastaje nova suvremena emigracija, kako su je običavali nazivati „gastarbajteri – radnici privremeno zaposleni u inozemstvu“. Masovniji odlazak na „privremeni rad u inozemstvo“ među prvima u Jugoslaviji je počeo u Hrvatskoj. Vanjske migracije iz Hrvatske bile su najbrojnije u tadašnjoj Jugoslaviji i jedne od najvećih u Europi, pa čak i u svijetu. Sve brojniji odlazak obitelji jasno je pokazivao da nije riječ o privremenom napuštanju zemlje nego o trajnom iseljavanju. Osnovno obilježje te emigracije jest da je bila ekonomska. Ti su se ljudi iseljavali legalno, često organizirano preko Zavoda za zapošljavanje ili pak u vlastitu aranžmanu. Čizmić, Sopta i Šakić pokazuju da je tu emigraciju obilježavala intimna težnja da njihov boravak u inozemstvu bude samo privremen, uvjetovan potrebom zarade. Prema popisu stanovništva iz 1971. iz Hrvatske je bilo 224 300 radnika privremeno zaposlenih u inozemstvu. Od toga je 28 500 bilo u prekomorskim zemljama. Prema većini postojećih procjena iz Hrvatske se u valu od 1880. do II. svjetskog rata iselilo oko pola milijuna ljudi. Većina iseljenih je bila podrijetlom iz Dalmacije, s otoka te iz gorske Hrvatske.
U isto vrijeme iz Bosne i Hercegovine se najviše iseljavalo Hrvata.
Suvremeno masovno iseljavanje iz Hrvatske i Bosne i Hercegovine 60. i 70. godina 20. stoljeća je nedvojbeno bilo odraz neriješenih ekonomskih teškoća u kojima se našlo jugoslavensko samoupravno društvo. No, motivaciju za iseljavanjem svakako treba promatrati i kroz političke razloge, koje je kreirao jugoslavenski politički vrh.
Povećanje nezaposlenosti, loš životni standard i opća besperspektivnost, ali i politički razlozi bili su glavni potisni čimbenik iseljavanja iz Jugoslavije tijekom 60-ih i 70-ih godina prošloga stoljeća. Najveću stopu za socijalističke Jugoslavije imalo je iseljavanje građana iz Hercegovine. Zbog velike potrebe za radnom snagom i zbog postojanja razgranatih migrantskih mreža (rodbinskih i inih veza), najveći dio iseljenika odlučio se za Saveznu Republiku Njemačku. Prilikom dolaska u SR Njemačku iseljenici se susreću s mnogobrojnim nedaćama i problemima prilagodb:
- Životni uvjeti u kojima su živjeli na početku svoga dolaska mnogima su bili teži nego u zavičaju.
- Osnovni cilj većine bila je što veća i bolja zarada s ciljem da se vrate u rodni kraj ili Hrvatsku i izgrade kuću, kupe traktor te osiguraju što bolje uvjete svojoj djeci.
- Društveni život sastojao se većinom od nedjeljnoga odlaska na misu na hrvatskome jeziku i druženju nakon mise, često u hrvatskim katoličkim misijama.
- Iseljenici koji su svoju obitelj zasnovali u Njemačkoj i čija su djeca pohađala njemačke škole nisu rado pohađali jugoslavensku dopunsku školu dok su nastojali djecu učlaniti u hrvatska društva i učiti ih hrvatskoj kulturi i tradiciji.
- Istaknuta je uloga hrvatskih migrantskih mreža koje su imale ulogu poticajnoga čimbenika pri donošenju odluke o iseljavanju.
- Gastarbajteri su bili primarno ekonomski iseljenici iako su nekima od njih i politički razlozi bili važan motiv iseljavanja.[5]

### Iseljavanje tijekom Domovinskog rata
Migracijski tokovi u hrvatskom narodu nastavljeni su i nakon 1981. godine, napose u vrijeme Domovinskoga rata, i neposredno poslije njega. Od početka 1990-ih oružana agresija na Republiku Hrvatsku, gospodarska kriza, nezaposlenost i bili su potisni činitelji za još jedan veliki hrvatski iseljenički val. Nema dvojbe da je rat bio snažan potisni čimbenik za iseljavanje, no Wertheimer-Baletić pokazuje i da nije bilo rata, zbog propadanja velikog broja tvornica s velikim brojem zaposlenih rasla je nezaposlenost što je bio jak potisni čimbenik za iseljavanje. Rat je pokrenuo masovne migracije Hrvata i drugih hrvatskih državljana, prema zapadnoeuropskim i prekooceanskim državama.
U isto vrijeme dogodilo se i veliko useljavanje u Hrvatsku iz Bosne i Hercegovine te masovno iseljavanje autohtonih Srba iz Hrvatske prema Srbiji i BiH. U 10 godina, od 1991. do 2001., u Hrvatsku je uselilo 232.966, od čega 189.039 osoba iz Bosne i Hercegovine. Akrap pokazuje da je u odnosu na prethodno iseljavanje, iseljavanje u 1990-ima ima znatno nepovoljnije demografske učinke jer je odnio velik broj mlađeg stanovništva, ali od znatno malo-brojnijeg naraštaja. Činjenično utemeljene procjene pokazuju da je od kraja II. svjetskog rata do popisa 1991. iz Hrvatske iselilo oko 450.000 ljudi u prekomorske i europske zemlje.

### Suvremeno iseljavanje
Nema sumnje da su i današnje migracije usmjerene ponajprije na Njemačku. Razlog tomu upravo su velikim dijelom razgranate hrvatske migrantske mreže iz prošlosti u Njemačkoj i tzv. tradicija iseljavanja Hrvata u Njemačku. Naime brojna naselja u Hrvatskoj i BiH imaju više osoba u Njemačkoj nego u matičnim zemljama. Obiteljska, rodbinska
i druga posredništva pri iseljavanju imaju veliku ulogu u cijelom fenomenu.
Ulaskom Republike Hrvatske u Europsku uniju 2013. dolazi do pojačanog iseljavanja Hrvata u Njemačku (prvo veliko iseljavanje bilo je tijekom šezdesetih i sedamdesetih godina 20 stoljeća, a drugo tijekom Domovinskog rata). Masovno iseljavanje počinje 1. srpnja 2015., kada Njemačka otvara svoje tržište rada za radnike s hrvatskom putovnicom. Naime slobodan protok radnika za neke zemlje ne počinje s datumom pristupanja članice Europskoj uniji. Svaka stara članica EU-a ima pravo uvesti restrikcije za zapošljavanje radnika novim članicama do maksimalnih sedam godina. Njemačka je to ograničenje ukinula u srpnju 2015. Pravo na rad u drugoj državi članici EU-a moglo se ograničiti prijelaznim mjerama najdulje do 30. lipnja 2020. Najdulje su prijelazne mjere prema Hrvatskoj zadržale Austrija, Slovenija, Velika Britanija, Malta i Nizozemska.
Iako su mnogi predviđali umjeren utjecaj, pokazalo se da je ulazak u Europsku uniju bio značajni moment koji je uklanjanjem barijera mobilnosti stvorio nove perspektive i alternativu i uvelike pospješio odlazak hrvatskog stanovništva u potrazi za boljim životom. Od ulaska u EU vidimo da se iseljavanje svake godine intenziviralo, a da od 2015., 2016. i 2017. naročito raste.
Točni broj iseljenih iz Hrvatske nije problematično dati samo u promatranom razdoblju. Veliki problem s procjenama migracija kontinuirano se isticao u različitim razdobljima. Nakon što bi došlo do jačeg iseljavanja, uglavnom su se nizale različite procjene broja iseljenih, koje su u pravilu bile nepouzdane. Akrapa, Strmota i Ivanda (2017) navode da su jedinu sveobuhvatnu raščlambu iseljavanja iz Hrvatske u prethodnim migracijskim etapama u svim glavnim aspektima do danas dali samo Rogić i Čizmić (2011).
Procjene broja iseljenih iz Hrvatske tijekom najnovijeg iseljavanja iz zemlje temeljimo na podacima Državnoga zavoda za statistiku Republike Hrvatske i Njemačkoga saveznog ureda za statistiku (Destatis). Pritom valja imati u vidu da nije zanemariv broj hrvatskih iseljenika koje ni hrvatska ni njemačka službena statistika nisu registrirale. Takav je pristup ujedno i najveće ograničenje istraživanja migracija, naročito s obzirom na to da prema zakonu osobe koje napuste zemlju moraju o tome obavijestiti Ministarstvo unutarnjih poslova, no budući da se prekršajna odredba u praksi ne provodi, velika većina građana to ne čini. Stoga dolazi do disproporcije stvarnoga stanja iseljenih i hrvatske službene statistike. No svakako je potrebno biti oprezan i u interpretaciji njemačkih demografskih statistika jer je riječ o registru stanovništva prema državljanstvu, pa je nemoguće razdvojiti Hrvate iz Hrvatske od Hrvata iz Bosne i Hercegovine kao vrlo velikoga izvorišta hrvatskih iseljenika, a usto se novorođena djeca automatski smatraju državljanima Njemačke.
Pred ulazak Hrvatske u EU broj Hrvata u Njemačkoj iznosio je uključujući i one s hrvatskim porijeklom oko 367.000. Njemački podaci navode 240.543 uoči ulaska u EU (Destatis, 2015). Prema podacima hrvatskih katoličkih misija u Njemačkoj za 2001. godinu, Hrvata je u Njemačkoj bilo 308.337, dok se podaci njemačkih (nad)biskupija neznatno razlikuju. Taj broj obuhvaća sve one koji se izjašnjavaju Hrvatima iz Hrvatske, Bosne i Hercegovine i drugih dijelova bivše SFRJ.
Polegubić (2015: 284) na osnovi podataka župnih knjiga hrvatskih katoličkih misija u Njemačkoj smatra da je u Njemačkoj do 2001. moglo biti između 350.000 i 400.000 Hrvata, unatoč njemačkim statistikama, koje navode oko 220.000. Jer poznato je također da priličan broj Hrvata u Njemačkoj radi »na crno«, a oni se ne vode ni u kakvim statistikama. Pretpostavlja se da je takvih od pedeset do sto tisuća. U statistikama se ne vode ni oni koji imaju dvojno, njemačko ili neko drugo državljanstvo. Problem vođenja statistike također je u tome što od 2000. sva djeca koja se rode u Njemačkoj automatski dobivaju njemačko državljanstvo, a poslije se vode u statistikama njemačkih katoličkih župa i zajednica.
Prema podacima Saveznog zavoda za statistiku SR Njemačke, od ulaska Hrvatske u EU do 2017. u Njemačku se doselilo oko 200.000 hrvatskih državljana, od kojih je gotovo 100.000 zaposlenih. Tu činjenicu potkrepljuje i izjava savezne ministrice SR Njemačke Andree Nahles: »Zahvaljujući olakšicama pri pristupanju tržištu rada, koje primjenjujemo posljednje dvije godine, danas je već 93.000 Hrvatica i Hrvata u Njemačkoj zaposleno uz obavezno socijalno osiguranje, kao npr. u zdravstvu i društvenim djelatnostima ili u prerađivačkom sektoru« (Volle Offnung des Arbeitsmarktes fuer Kroatien..., 2015).
Broj hrvatskih državljana koji su stekli njemačko državljanstvo naglo je porastao nakon ulaska Hrvatske u Europsku uniju. Tako je primjerice 2014. godine 3889 državljana RH dobilo njemačko državljanstvo, dok je taj broj prije 2013. iznosio oko petsto po godini (M. D., 2017). Hrvati danas u Njemačkoj slove kao jedna od rijetkih etničkih skupina kojoj je njemačko državljanstvo primamljivo. Naime u 2015. godini Hrvati su imali zabilježen dvostruko veći porast prelaska na njemačko državljanstvo nego u prethodnim godinama, dok je kod svih etničkih skupina uočen pad. Svega 2,2% stranaca u ukupnom broju stranaca koji isu stekli pravo na njemačko dr-žavljanstvo to su pravo i iskoristili (Doppelt so viele Kroaten beantragen deutschen Pass, 2015).
Prema dokumentu Freizugigkeitsmonitoring: Migration von EU-Burgern nach Deutschland (Migracija EU-građana u Njemačku), 2014. u Njemačku se uselilo 37.060 osoba s hrvatskim državljanstvom, 2015. njih 50.628, a 2016. godine 51.163. To je porast od 15% u odnosu na 2014., no kad taj broj usporedimo godinama prije ulasku u EU, vidimo da je riječ o porastu od više od 300% (u tom je razdoblju iseljavanje bilo između 10.000 i 13.000 osoba na godišnjoj razini) (Freizugigkeitsmonitoring..., 2017a).
Među iseljenicima su najborjniji hrvatski državljani u dobi između 25 i 44 godina, dok naši podaci još preciznije pokazuju (zbog većeg broja dobnih kategorija) da je riječ o dobi između 20 i 40 godina. U ukupnom kontingentu iseljenih iz Hrvatske (tablica 6) u Njemačku veliki je broj i maloljetne djece, što govori u prilog činjenici da se iseljavaju cijele obitelji.
O koristi useljavanja tako mladog stanovništva za Njemačku najbolje govori činjenica kako je u posljednjih pet godina udio visokokvalificiranih radnika među useljenicima iz EU-a jednak udjelu visokokvalificiranih Nijemaca među domaćim stanovništvom.
Za razliku od prijašnjih iseljavanja glavninu iseljenih sada čine mlađi ljudi s visokom naobrazbom. U hrvatskom društvu njihov je odlazak dvostruki gubitak: smanjuje se demografski potencijal stanovništva te slabe profesionalne skupine sposobne usmjerivati hrvatsko društvo prema modernijem i kvalitetnijemu razvoju (Čipin, 2014). Gospodarske, demografske i socijalne posljedice iseljavanja stanovništva brojne su i imaju dvojak učinak. One ostavljaju posljedice u mjestu podrijetla i u mjestu odredišta, prije svega mijenjajući demografske karakteristike tih područja: veličinu i prostorni razmještaj, fertilitetni potencijal, mortalitet i strukturu stanovništva (Wertheimer-Baletić, 1999). Svako seljenje stanovništva ima dva vremenska učinka: prvi, trenutačni, koji se manifestira samim događajem mijenjajući veličinu stanovništva, prostorni razmještaj i strukturu, i drugi, dugoročni, koji s odgodom odnosi i donosi vitalne događaje (rođenja, smrti, brakove i razvode) (Akrap, Strmota i Ivanda, 2017: 545).

## Posljedice
Na ovaj ili onaj način posljedice iseljavanja iz Hrvatske najbolje se odražavaju na području nacionalnoga gospodarstva.
Odlazak na rad u inozemstvo ima dva učinka: prvo, zapošljavanjem u inozemstvu značajno je smanjena potencijalna nezaposlenost i, drugo, dio registriranih nezaposlenih otišao je na rad u inozemstvo (Akrap i Strmota, 2015: 71-79). Stoga je jasno da je iseljavanje pogodovalo statistici nezaposlenih, kojom se nerijetko barata u politikantske svrhe kao relevantnim pokazateljem ekonomskoga razvoja i rasta (Akrap i Strmota, 2015: 71-79). 
Negativne posljedice snažnoga iseljavanja vidljive su odmah i bez vremenskoga odmaka. One se očituju kroz smanjenu potrošnju i smanjenje ukupne zaposlenosti u zemlji te smanjenje proračunskih prihoda i rashoda zbog pada broja poreznih obveznika i proračunskih korisnika. Kako glavninu iseljenika čini radno aktivno stanovništvo, najveći gubitak imat će prihodna strana proračuna (usp. Akrap, Strmota i Ivanda, 2017: 549). Dodatni je problem i sama struktura državnoga proračuna jer većina proračunskih prihoda dolazi od oporezivanja potrošnje (PDV i trošarine), a znatni dio proračunskih rashoda odlazi na mirovine (Ministarstvo financija RH, 2016). To će zasigurno dovesti do još većih pritisaka na mirovinski sustav u Hrvatskoj, uz ionako iznimno nepovoljni omjer aktivnih osiguranika i umirovljenika (usp. Akrap, Strmota i Ivanda, 2017: 549). Omjer radnika i umirovljenika jest 1,16 : 1 (Statističke informacije 2016., 2016).
Iseljavanje se odražava i na obrazovni sustav u Hrvatskoj. Broj djece u predškolskom odgoju te u osnovnom i srednjoškolskom obrazovanju smanjuje se. Podaci Državnog zavoda za statistiku pokazuju kako se ukupni broj učenika/djece školske dobi u deset godina, od školske godine 2004./2005. (kada ih je bilo 391.112), u školskoj godini 2014./2015. smanjio na 322.998 - za čak 68.114, što je jednako prosječnom broju stanovnika jedne hrvatske županije (Župarić-Iljić, 2016: 10).
Prema studiji njemačke Zaklade Bertelsmann Stiftung (2015), broj radno sposobnih ljudi u Njemačkoj smanjit će se s oko današnjih 45 milijuna na manje od 29 milijuna do 2050. godine, što je pad za trećinu svih zaposlenih. Stoga je prema toj studiji Njemačka primorana svake godine uvesti minimalno 500.000 radnika kako bi održala tržište rada i funkcionalan mirovinski sustav na današnjoj razini. Useljavanje iz zemalja EU-a ubuduće će pak opadati zbog općega demografskog deficita u EU-u, pa će imigranti budućnosti stoga morati biti useljavani iz regija s velikim natalitetom - od Indije i Pakistana do Afrike - dakle iz zemalja s velikom kulturološkom razlikom i slabim obrazovnim sustavom. Stoga je jasno da će Njemačkoj u idućem razdoblju biti iznimno bitno uvesti što veći broj radnika iz zemalja EU-a i šire Europe. Upravo zbog toga i smatramo da će se u sljedećem razdoblju dogoditi iznimno »usisavanje« radne snage iz područja Hrvatske, ali i cijele jugoistočne Europe. 
Jurić smatra da je vrlo izgledan nastavak iseljavanja mlade radne snage svih stupnjeva obrazovanja i različitih profesija iz Hrvatske. Istraživanja navode kako je ukupna radna snaga u jugoistočnoj Europi bez intenzivnog iseljavanja od 1990. do 2016. mogla biti veća od 10 do 20% od današnje (Atoyan i sur., 2016). Danas imamo čitav niz naselja čijih je članova više u Njemačkoj nego u matičnoj zemlji (primjerice hrvatska sela u općinama Orašju i Šamcu). Nijemci svakako dobro znaju da su Hrvati idealni radnici za potrebe njemačkoga gospodarstava jer su svojom obrazovnom razinom i načinom života već i prije dolaska u Njemačku prilagođeni potrebama njemačkog društva i tržišta rada. Integracija Hrvata u Njemačku košta nekoliko puta manje od useljenika iz arapskih zemalja i zbog toga su uvijek dobrodošli. Dokaze za to vidimo u njemačkim medijima, koji vrlo često pišu o izvrsnoj integriranosti Hrvata u Njemačkoj (Ex-Jugoslawen in Deutschland., 2009).

## Sociodemografski profil recentnih iseljenika
Danas su visokoobrazovani, zaposlene osobe i osobe u braku znatno skloniji migriranju, što u prijašnjim migracijama nije bio slučaj. Tzv. subjektivni motivi također nisu zanemarivi jer veliki broj iseljenika očekuje subjektivne dobiti od seljenja i motivira ih želja da dožive i upoznaju nešto novo ili da se usavrše u vlastitoj profesiji.
Prije iseljavanja bilo je 55,3% zaposlenih ispitanika, 38,33% bilo je nezaposlenih koji su aktivno tražili zaposlenje, a 9,16% nezaposlenih koji nisu tražili zaposlenje. Zbog spomenutih ograničenja istraživanja i činjenice da su žene u pravilu spremnije odgovoriti na upitnik ne možemo zaključiti da se tijekom novijih iseljavanja iz zemlje iselilo više žena nego muškaraca (prema našim podacima, 53% iseljenih su žene), no svakako se može reži da su žene danas sklonije migriranju nego ikada prije. Valja naglasiti da su to žene u fertilnoj dobi, koje su nositeljice biološke obnove populacije. Najviše iseljenih čine osobe između 25 i 40 godina; na uzorku od 1200 ispitanika 58,33%. To potvrđuju i podaci Državnog zavoda za statistiku Republike Hrvatske, prema kojima je najveći broj odseljenih u inozemstvo bio u dobi od 20 do 39 godina (46,7%) (Migracija stanovništva Republike Hrvatske u 2016,
2017).
Većina ispitanika su zaposlene osobe, koji najčešće imaju završenu srednju školu (60,7%). Istraživanje koje je proveo Župarić-Iljić (2016) poklapa se s našim i pokazuje da je dvostruko porastao broj onih koji sa srednjom stručnom spremom odlaze iz zemlje u najproduktivnijoj radnoj i fertilnoj dobi, što ne čudi jer su oni i najzastupljeniji u općoj i u populaciji nezaposlenih (Župarić-Iljić, 2016: 6).
Udio je visokoobrazovanih u uzorku 37,8%. Time je udio visokoobrazovanih osoba u iseljeničkom kontingentu u protekle tri godine za 12% veći nego u Hrvatskoj u dobnoj skupini 25 - 40. Danas je čak 31% svih useljenih migranata u Njemačku visokoobrazovano.
S obzirom na regionalnu pripadnost ispitanika najviše se osoba iselilo s područja Zagreba i okolice te Slavonije i Baranje. 
Jurić pokazuje da je veliki dio iseljenih građana Hrvatske porijeklom iz BiH, što je i potvrđeno rezultatom istraživanja koji pokazuje da je trećina ispitanika, odnosno hrvatskih državljana, porijeklom iz BiH. Vidimo da se oni po završetku rata često nisu mogli ili htjeli vratiti u svoj zavičaj te da su zbog toga najčešće izabrali Hrvatsku za daljnji život. Upravo su Hrvati iz BiH najčešće već imali iskustvo migracije u Njemačku tijekom Domovinskog rata, pa su se sada »najlakše« i odlučili za ponovnu migraciju.
Trošak integracije Hrvata iz BiH Hrvatsku nije koštao ništa. Budući da će zbog povećanog iseljavanja iz Hrvatske na tržištu rada doći do manjka radne snage, sasvim je izvjesno da će Hrvatskoj trebati strani radnici kako bi taj manjak nadomjestili. Integracija takvih radnika na tržište rada, ali i u ostale segmente društva puno je sporija ako su oni sociokulturno, jezično, pa i etnički različiti od domicilnog stanovništva, što nije bio slučaj s Hrvatima iz BiH. 
Tako zapravo sa svakim iseljenim Hrvatom ne samo da se gubi novac uložen u njegovo obrazovanje nego se i dobiva visok trošak integracije osobe koja će doći na njegovo mjesto.
Anđelko Akrap pokazuje da će se zbog iseljavanja iz BiH udio Srba i Hrvata u BiH i dalje smanjivati, dok će udio Bošnjaka rasti jer su u prosjeku najmlađi i manje se iseljavaju od Hrvata i Srba (Jurasić, 2016). Kod Bošnjaka je potpuno drugačija situacija i kod njih neće biti negativnih demografskih pokazatelja jer će se uz pozitivni prirast u BiH i useljavati muslimansko stanovništvo, na što hrvatska i srpska populacija ne mogu računati.
Budući da su danas u hrvatskoj populaciji u BiH gotovo svi demografski pokazatelji i trendovi negativni te potvrđuju ulazak u klasični demografski slom, sve će to imati jednako pogubne posljedice i na Hrvatsku jer je nestankom Hrvata u BiH presušio demografski bazen za revitalizaciju Hrvatske, u koju se desetljećima doseljavalo uglavnom hrvatsko stanovništvo iz BiH (Šterc, Milićević i Herceg, 2017: 517). Na djelu je vrlo vjerojatno povijesni odlazak Hrvata iz BiH nakon kojeg povratka više nema, a koji je dobrim dijelom uvjetovan neriješenom političkom situacijom u zemlji.

### Razlozi suvremenog iseljavanja
Za većinu ispitanika odgovornost za sadašnju situaciju i masovno iseljavanje mladih iz zemlje snose nesposobni političari, neučinkovito pravosuđe i ratni profiteri.
Iseljenici kao najvažnije razloge iseljavanja ističu nesposobne poduzetničke elite, vodstva političkih stranaka te kriminal u privatizaciji i pretvorbi. Najmanji je broj ispitanika kao razlog iseljavanja istaknuo rat i posljedice rata te lijenost Hrvata.
Kao glavni pokretač korupcije u Hrvatskoj često se ističu privatni interesi osoba na vlasti. Iz istraživanja o korupciji u Hrvatskoj vidimo da čak 62% ispitanika očekuje da će se naći u situaciji korupcijskog pritiska, odnosno da će se od njih tražiti mito u zamjenu za učinkovitije i brže rješavanje problema ili obavljanja posla (Izvješće o procjeni korupcije u 2016. godini, 2016). To upućuje i na vrlo nisku razinu povjerenja koje građani u Hrvatskoj imaju prema javnim institucijama i spremnosti države da se odlučno uhvati u koštac s koruptivnim praksama u svojim redovima.
Rezultati Jurićevog istraživanja pokazali su da su pri iseljavanju u Njemačku potisni čimbenici iz Hrvatske bili snažniji od privlačnih. U odgovorima ispitanika Jurićevog istraživanja korupcija, pravna nesigurnost i nemoral političkih elita istaknutiji su od težnje za boljom zaradom.
Nezanemariv je i broj ispitanika koji su odlučili napustiti zemlju zbog nemogućnosti vraćanja kredita, odnosno blokiranih građana. U Hrvatskoj je krajem 2017. godine 328,9 tisuća građana imalo blokirane račune. Kada se tom broju blokiranih pridodaju njihove obitelji, dobije se broj od gotovo milijun građana ili četvrtine hrvatskog stanovništva izravno pogođenog problemima prezaduženosti i svim teškim posljedicama koje iz toga proizlaze.